# Saint-Christophe-le-Chaudry
Saint-Christophe-le-Chaudry é uma comuna francesa na região administrativa do Centro, no departamento de Cher. Estende-se por uma área de 17,52 km². Em 2010 a comuna tinha 102 habitantes (densidade: 5,8 hab./km²).